# Marcus Berg
Marcus Berg (født 17. august 1986 i Torsby, Sverige) er en svensk fodboldspiller, der spiller som angriber hos IFK Göteborg. Han har tidligere spillet for blandt andet FC Groningen, Hamburger SV, Panathinaikos samt for IFK Göteborg i sit hjemland.

## Landshold
Berg har gjort god figur på det svenske U-21 landshold, hvor han figurerede fra 2006 frem til 2009. Hans sidste optræden for U-21 landsholdet kom til U-21 EM i 2009, der blev afholdt i hjemlandet Sverige i slutningen af juni 2009. Her var Berg en af turneringens absolutte stjerner, idet han scorede 7 mål i 4 kampe og dermed blev turneringens topscorer, selvom Sverige kun nåede semifinalen af turneringen.
Berg står (pr. marts 2022) noteret for 90 kampe og 24 scoringer for Sveriges landshold, som han debuterede for den 20. august 2008 i en venskabskamp mod Frankrig.